# Jukal
Jukal (hebreiska: יְהוּכַל) är en person som nämns i kapitel 37 och 38 i Jeremias bok i Bibeln:
| ”            | Kung Sidkia sände Jukal, Shelemjas son, och prästen Sefanja, Maasejas son, till profeten Jeremia med uppmaningen: "Be för oss till Herren, vår Gud! | „ |
| – Jer. 37:3. | |   |

Vid en utgrävning i Davids stad i Israel hittades ett sigill med hans namn.